# Pholidoptera kalandadzei
Pholidoptera kalandadzei is een rechtvleugelig insect uit de familie sabelsprinkhanen (Tettigoniidae). De wetenschappelijke naam van deze soort is voor het eerst geldig gepubliceerd in 1949 door Kartsivadze.